# 佐藤一斗
佐藤 一斗（さとう かずと、1988年8月12日 - ）は、日本の元ラグビー選手。

## プロフィール
- 東京都出身[1]。
- ポジションはプロップ(PR)。
- 身長 178cm、体重 100kg

## 略歴
2007年、尾道高校卒業後、京都産業大学に入学する。
2010年、京都産業大学ラグビー部の主将に就任した。
2011年、京都産業大学卒業後、トヨタ自動車ヴェルブリッツに加入。同年12月10日に行われたジャパンラグビートップリーグ第6節の福岡サニックスブルース戦に途中出場で公式戦初出場を果たす。
2016年、現役を引退した。